# Aquela Força Medonha
Aquela Força Medonha (Lançado no Brasil como Uma Força Medonha, That Hideous Strength no original em inglês) é o terceiro livro da Trilogia Espacial escrito pelo autor britânico C.S. Lewis.
Nesta obra, sequência de Além do Planeta Silencioso e Perelandra, Lewis coloca o protagonista Elwin Ransom em uma aventura na Terra, diferente dos volumes anteriores onde a história se passou em outros planetas. Ransom tem de liderar o confronto frente as forças totalitarias da N.I.C.E. que tem como objetivo subjugar a humanidade.
Este é o livro mais denso e complexo da trilogia, exige a leitura dos primeiros volumes e carrega grande influência filosófica e teológica. Além de conter muitas referências literárias e mitológicas.